# Karl August Lingner

Karl August Lingner

Karl August Ferdinand Lingner (* 21. Dezember 1861 in Magdeburg; † 5. Juni 1916 in Berlin) war ein deutscher Unternehmer und Philanthrop. Er wurde vor allem bekannt durch die Produktion des Mundwassers Odol.

## Leben
Lingner wurde als dritter Sohn eines Kaufmanns in Magdeburg geboren. Hier besuchte er die städtische Höhere Gewerbeschule. Im Alter von 15 Jahren ging Lingner in das märkische Gardelegen und arbeitete als Handlungsgehilfe in einem Warenladen. 1883 zog es Lingner nach Paris. Sein Vorhaben, Musik am Pariser Konservatorium zu studieren, scheiterte ebenso wie seine Tätigkeit als Handelsvertreter für deutsche Firmen. Mittellos kehrte er 1885 nach Deutschland zurück. In Dresden fand er eine Anstellung als Korrespondent in der Nähmaschinenfabrik Seidel & Naumann.
Mit dem Techniker Georg Wilhelm Kraft (1855–1916) gründete Lingner 1888 die Firma Lingner & Kraft. Die Produktion in einer Gartenlaube auf der Wölfnitzstraße umfasste unter anderem Rückenkratzer, Stahllineale und Federreiniger. Im Jahr 1892 verließ Kraft das Unternehmen. Lingners Freund, der Chemiker Richard Seifert (1861–1919), bot nach mehrjähriger Forschungsarbeit 1891/92 Lingner die Rezeptur eines Antiseptikums zur Vermarktung an und eröffnete ihm damit den Zugang zu den maßgebenden Arbeiten der modernen Bakteriologie. Da die Mundhöhle als die Haupteintrittspforte krankheitserregender Bakterien galt, entschloss sich Lingner zur Herstellung eines antiseptischen Mundwassers. Mit der Herstellung des „Odol“ (von griech. ὀδούς (odous) ‚Zahn‘ und lat. oleum ‚Öl‘) kam Lingner dem Bedürfnis breiter Bevölkerungsschichten nach Schutz vor den unsichtbaren Bakterien nach, sein Produkt fand daher reißenden Absatz.
Am 3. Oktober 1892 gründete Lingner das Dresdner Chemische Laboratorium Lingner. Ab 1912 firmierte das Unternehmen als „Lingner-Werke“. Die Produktion wuchs ständig, letztendlich wurde das Stammhaus der Lingner-Werke auf der Nossener Straße 2/4 etabliert und ein weltweites Fabrikations- und Betriebssystem aufgebaut. Lingner entwickelte gemeinsam mit Richard Seifert „Odol“ zu einer unverwechselbaren Marke und fand als Mitbegründer der Markenartikelindustrie und modernen Werbung Eingang in die allgemeine Industriegeschichte.

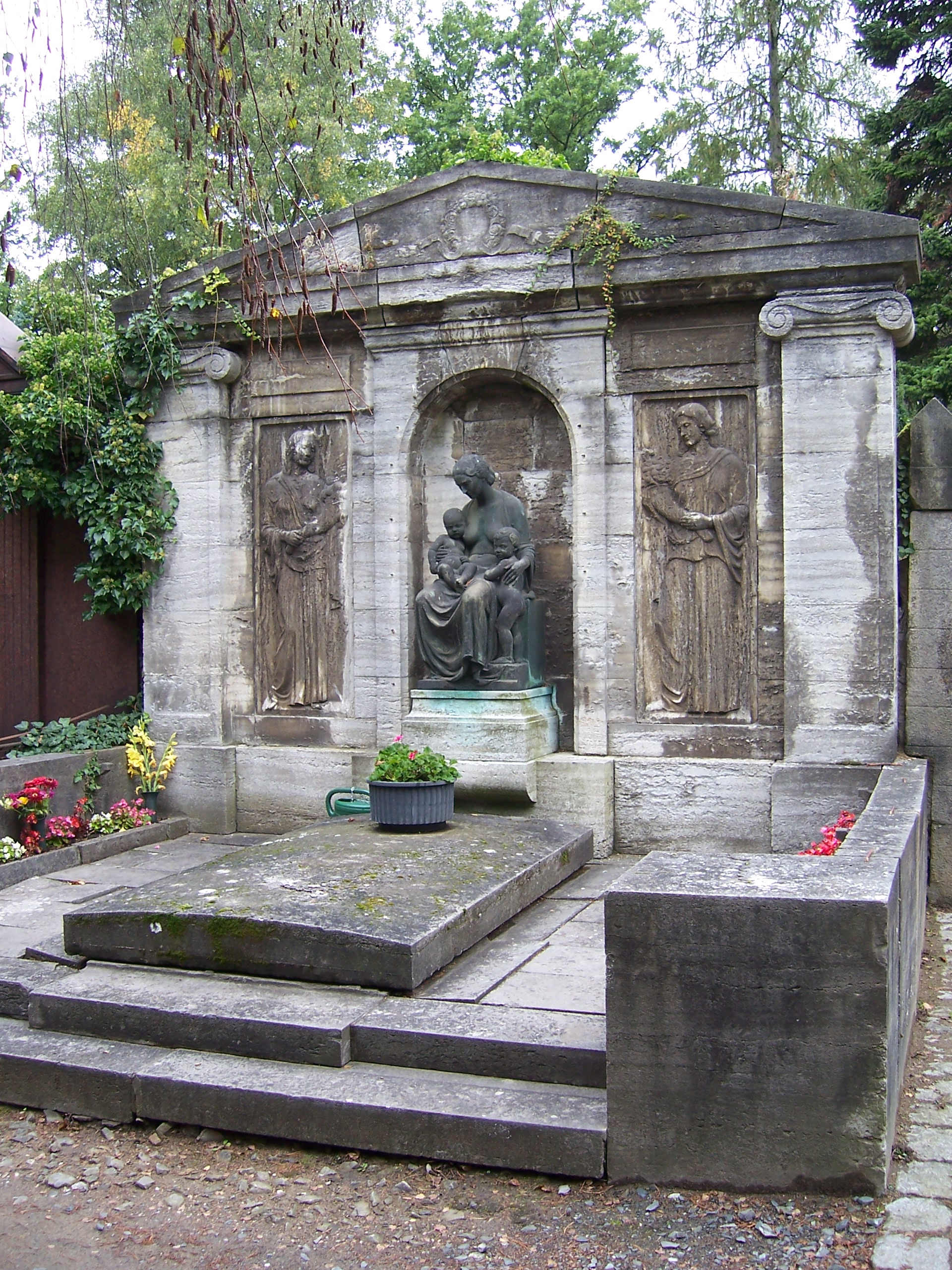
Grab der Familie Lingner auf dem Johannisfriedhof in Dresden, Karl August Lingner wurde von hier ins Mausoleum am Lingnerschloss überführt.

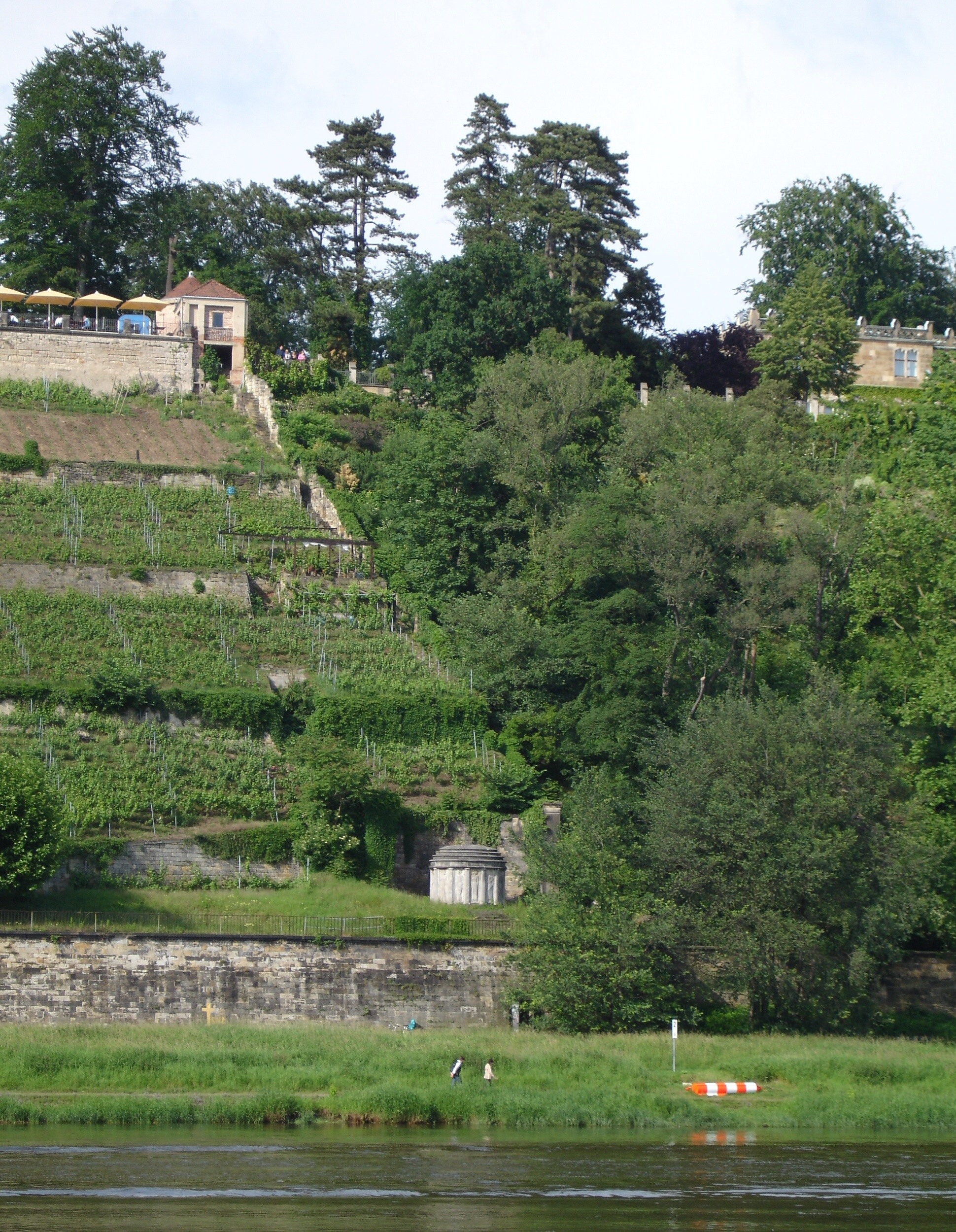
Mausoleum am Lingnerschloss

Innerhalb weniger Jahre erwirtschaftete Lingner aus dem Nichts ein zweistelliges Millionenvermögen, das ihm einen fürstlichen Lebensstil ermöglichte. Fortan begleiteten Neid und Missgunst den Erfolgreichen, der unter anderem die Villa Stockhausen in Dresden und das Schloss Tarasp in der Schweiz zu seinem Immobilienbesitz zählte. Schloss Tarasp kaufte er 1900 als baufällige Burg für 20 000 Franken und ließ es aufwendig restaurieren. Er starb vor seinem Einzug und konnte seine großzügig konzipierte Salonorgel der Orgelbauwerkstatt Jehmlich nicht mehr erleben.
Er war Mitglied im elitären Kaiserlichen Motorjachtklub und sorgte für Aufsehen mit seiner Motorjacht auf der Kieler Woche. Standesgemäß fuhr Lingner als Vorsitzender des Sächsischen Automobilklubs einen Mercedes. Rauschende Feste, sein Orgelspiel, zwei uneheliche Kinder und augenscheinliche Männerfreundschaften bewirkten Aufsehen, Bewunderung und Ablehnung. Im wilhelminischen Ehrsystem stieg er bis zum Rang einer Excellenz auf, einem Ministerrang ehrenhalber vergleichbar, während ihm der erhoffte Adelstitel versagt blieb. 
Durch die Beschäftigung mit dem Desinfektionswesen seiner Zeit kam Lingner zum Studium der sozialhygienischen Literatur. Er erkannte die bestehende Unkenntnis der Bevölkerung bezüglich der Entstehung und Verbreitung von Erkrankungen und setzte in der Folge einen großen Teil seines Millionenvermögens für die hygienische Volksbelehrung und zur Unterstützung gemeinnütziger Einrichtungen ein. Hier seien insbesondere seine Mitgliedschaft im 1899 gegründeten Deutschen Verein für Volkshygiene, der von Lingner als der „kraftvollste Bahnbrecher der Sozialhygiene“ bezeichnet wurde, die Ausstellung Volkskrankheiten und ihre Bekämpfung 1903 und die erste Internationale Hygiene-Ausstellung Dresden 1911 hervorgehoben. Letztere erreichte mit über 5 Millionen Besuchern die Dimension und Anerkennung einer Weltausstellung für Gesundheit. Die von Lingner entwickelte Ausstellungsmethodik macht ihn zum Vorreiter der modernen hygienischen Volksbelehrung.
Lingner verstand es, kompetente Mitarbeiter für seine gemeinnützigen Pläne zu begeistern bzw. moderne Projekte zu unterstützen. Genannt seien die Kinderpoliklinik mit Säuglingsheim in der Johannstadt 1897, die erste Säuglingsklinik der Welt 1898, die Zentralstelle für Zahnhygiene 1900, die Öffentliche Zentralstelle für Desinfektion 1901, die Desinfektorenschule 1902, die Dresdner Lesehalle 1902 und das Deutsche Hygiene-Museum 1912.
Aus der Beziehung mit der Schauspielerin Julia Serda hatte Lingner eine uneheliche Tochter, die spätere Schauspielerin und Fotografin Charlotte Serda (1910–1981).
Im Jahr 1910/11 begründete Lingner mit dem Sächsischen Serumwerk Dresden ein weiteres erfolgreiches Unternehmen in Dresden, er selbst belieferte die kämpfenden Truppen im Ersten Weltkrieg mit Heilsera.
Mit der Gründung des Politisch-wissenschaftlichen Archivs 1915 in Berlin versuchte Lingner, die durch den Weltkrieg geschwächte internationale Position Deutschlands zu stärken. Die Visionen zur Gründung einer europäischen Staatengemeinschaft konnte Lingner, der von Gustav Stresemann als zukünftiger deutscher Botschafter gesehen wurde, nicht mehr verfolgen. Er starb am 5. Juni 1916 in Berlin nach einer Zungenkrebsoperation.
Die testamentarisch begründete Lingner-Stiftung sicherte den Fortbestand seiner gemeinnützigen Einrichtungen. Seinen letzten Wohnsitz, die von Adolf Lohse erbaute Villa Stockhausen, genannt Lingnerschloss, vermachte er der Stadt Dresden „zum Besten der Bevölkerung von Dresden und Umgebung“.